# بیلی اوون
بیلی اوون (انگلیسی: Billy Owen؛ 1872 – ۱۹۰۶ (۳۳−۳۴ سال)) بازیکن فوتبال بود.
از باشگاه‌هایی که در آن بازی کرده‌است می‌توان به باشگاه فوتبال اورتون اشاره کرد.